# Lourenço Martins
Lourenço Martins, nascido em Portugal a 30 de abril de 1997, é um jogador profissional de voleibol que joga atualmente pelo Sporting Clube de Portugal.

## Biografia
Lourenço Martins iniciou-se no voleibol aos 8 anos no Leixões, clube onde faria toda a sua formação e ao serviço do qual se estreou no Campeonato Nacional ainda no seu primeiro ano de júnior.
Depois do Leixões, Lourenço Martins representou o Castêlo da Maia. É considerado um dos melhores jogadores da sua geração em Portugal e é presença habitual na selecção nacional.
Com 1,95 m é um jogador habituado à entrada de rede, sendo relevante quer no ataque quer no bloco.